# 152-mm-Haubitze M1909/30

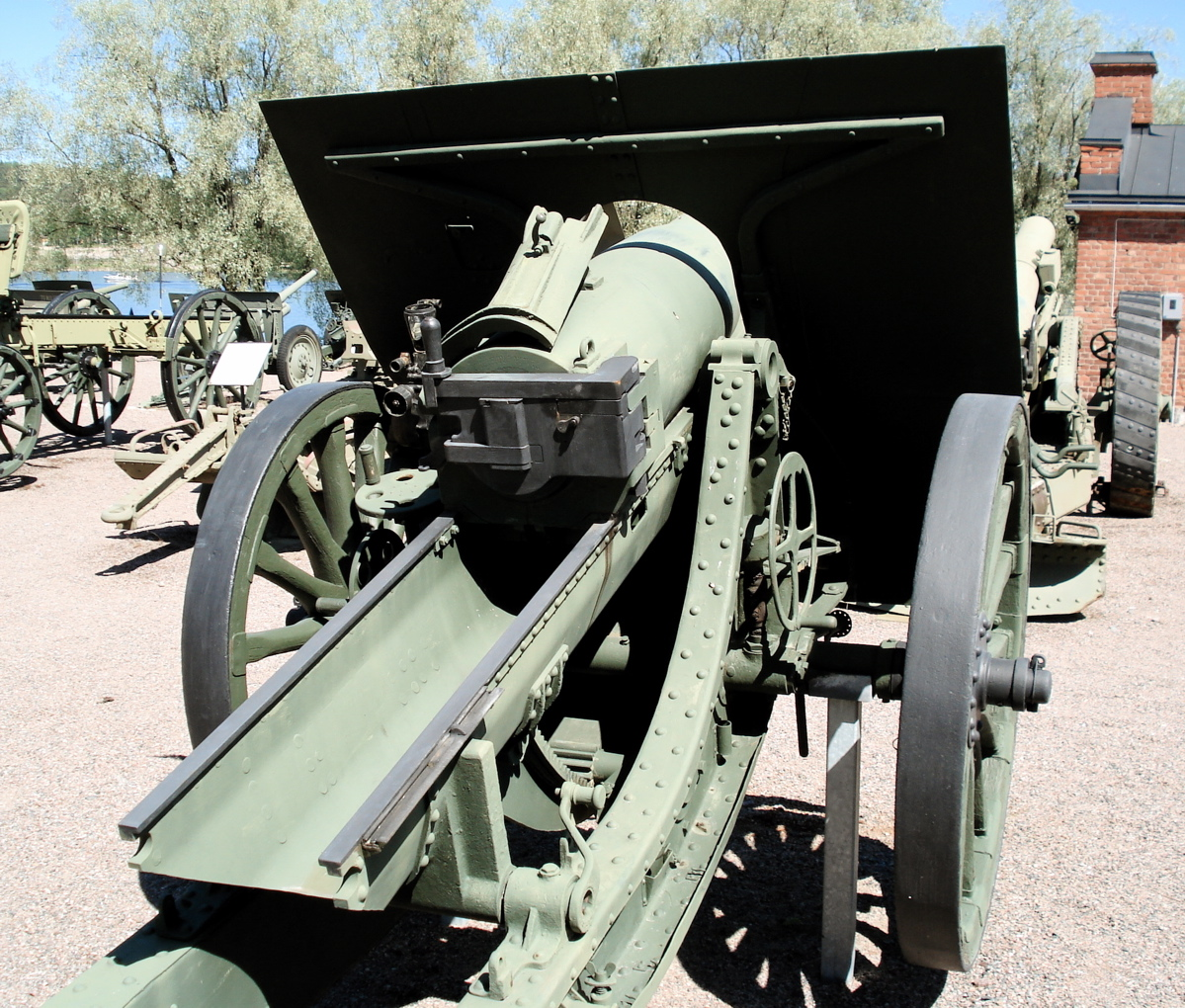
Rückansicht des Geschützes

Die 152-mm-Haubitze M1909/30 (russisch 152-мм гаубица обр. 1909/30 гг.) war eine russische schwere Feldhaubitze mit einem Kaliber von 152,4 mm, die während des Ersten Weltkrieges und des Zweiten Weltkrieges verwendet wurde.

## Geschichte
Wie der Name des Geschützes, M09/30, bereits impliziert wurde die Haubitze bereits für das zaristische Russland im Jahre 1909 entwickelt. Die Geschütze überstanden den Krieg allerdings, weil sie auf einem relativ fortschrittlichen Konzept fußten. Die Waffen wurden schließlich von der Roten Armee übernommen. Man entschied sich, diese Geschütze zu behalten, bis wirksamere Waffen zur Verfügung standen. 1930 wurden diese Waffen modernisiert, da erst mit der M1931 mit dem Kaliber 203 mm ab 1931 modernere Waffen zur Verfügung standen. M1931 wurde allerdings nie in ausreichender Stückzahl produziert. Erst 1937 entwickelten die sowjetischen Konstrukteure neue Haubitzen im Kaliber 152 mm. Aus diesem Grund standen die letzten Haubitzen des Typs M09/30 noch zu Beginn des Unternehmens Barbarossa, dem Überfall der Wehrmacht 1941, im Dienst der Roten Armee.

## Technik
Auffällig an der M09/30 ist der gebogene Schild, der die Speichenräder beinahe komplett verdeckte. Das hatte den Nachteil, dass sich Schlamm und Schmutz einfacher auf dem Lademechanismus verteilen konnte und ihn so unbrauchbar machte. Ein einzelner Holm mit Erdsporn verlieh der Waffe beim Rückstoß einen stabileren Stand. Der Rohrrücklauf erfolgte wie auch bei heutigen Geschützen über die eigentliche Ladeschale. Dies stellte 1909 eine Neuerung dar, war aber bereits zur Zeit des Ersten Weltkrieges Standard. Zum Laden wurden Treibladung und Geschoss einfach auf die Schale gelegt und in das Rohr geschoben.
Als die Waffen 1930 modernisiert wurden, war das Hauptaugenmerk die Optimierung für den motorisierten Transport oder Kraftzug. Gleichzeitig sollte aber weiterhin gewährleistet sein, dass ein Transport mit Pferden möglich war. Dazu musste die Lafette verändert werden. Weitere Verbesserungen waren eine verstärkte Treibladung und ein kleineres Geschoss.

## Technische Daten
| 152-mm-Haubitze M1909/30          |                                                                                        |
| Allgemeine Eigenschaften          |                                                                                        |
| Klassifikation                    | schwere Korpshaubitze                                                                  |
| Entwickler                        | Französische Firma Schneider im Jahr 1909, Modernisierung im Sawod No.172 im Jahr 1930 |
| Hersteller                        | Permski Sawod No.172 (Perm-Werke Nr.172, russ. Пермский завод №172)                    |
| Länge mit Protze                  | 5835 mm                                                                                |
| Mannschaft                        | 8 Mann (Geschützführer, zwei Richtschützen, fünf Lade- und Munitionsschützen)          |
| Rohr                              |                                                                                        |
| Rohrlänge (gezogener Lauf)        | 1996 mm (L/13,1)                                                                       |
| Höhe der Schusslinie              | 1314 mm                                                                                |
| Beweglichkeit                     |                                                                                        |
| Bodenfreiheit                     | 580 mm                                                                                 |
| Höchstgeschwindigkeit im Kraftzug | 12 km/h                                                                                |

## Sonstiges
Wie viele andere auch, wurde die M 1909/30 und die dazugehörige Munition während des deutschen Angriffs auf die Sowjetunion durch die Wehrmacht in größeren Stückzahlen erbeutet. Auf deutscher Seite wurde sie unter der Bezeichnung 15,2-cm-schwere Feldhaubitze 445(r) (r für russisch) zur Küstenverteidigung eingesetzt.